# Fort Abercrombie

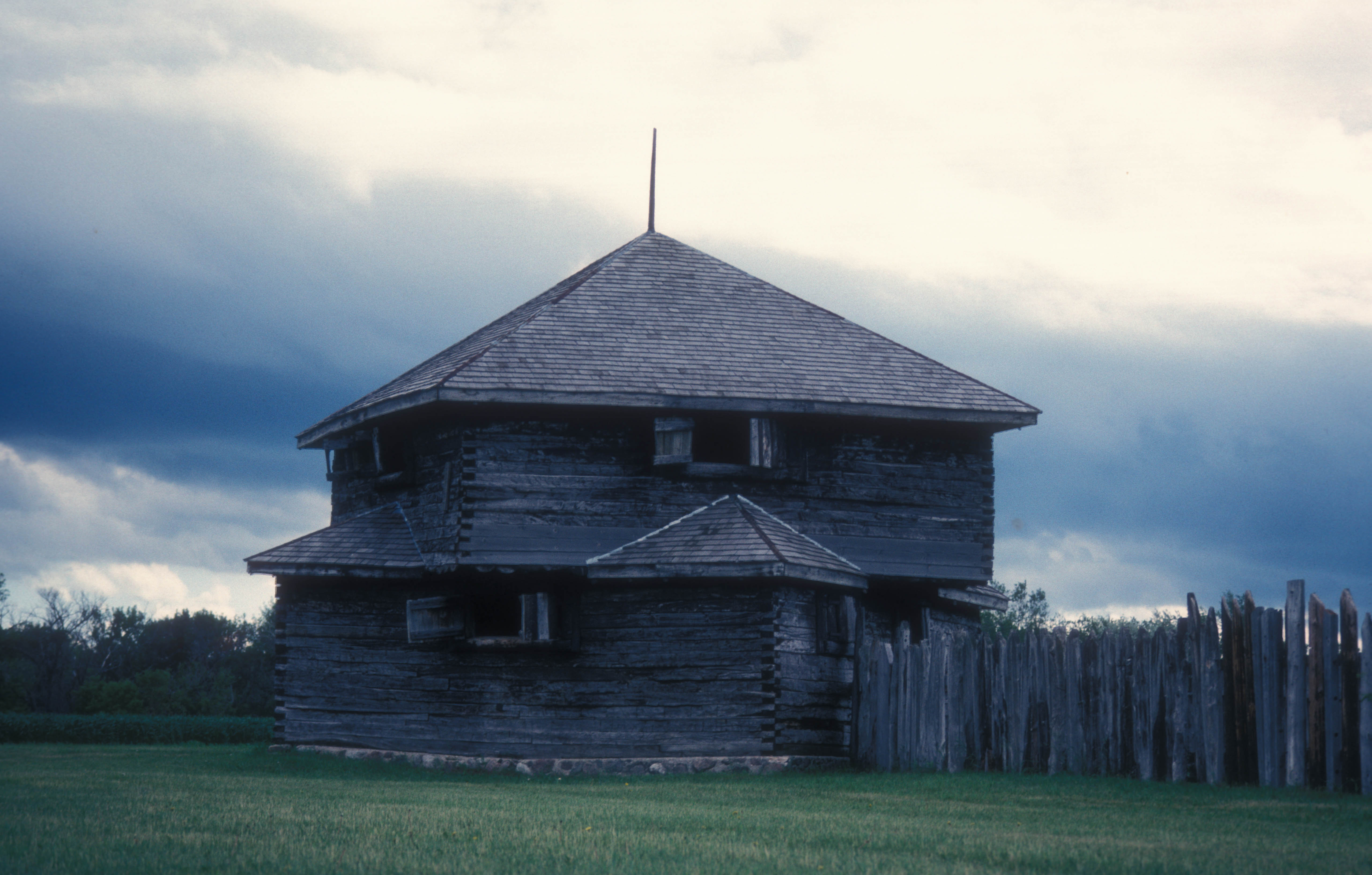
Fort Abercrombie

Fort Abercrombie ist der erste permanente Militärposten im damaligen Dakota-Territorium (USA) und war auch als Gateway to the Dakotas (Tor zu den Dakotas) bekannt. Er wurde am 28. August 1858  durch Lieutenant Colonel John Joseph Abercrombie gegründet und nach ihm benannt. Seit der Aufteilung des Dakota-Territoriums in die beiden US-Bundesstaaten North und South Dakota am 2. November 1889 befindet sich das Fort in North Dakota, am Grenzfluss zu Minnesota, dem Red River of the North. Die Aufgabe der Fort-Besatzung war der Schutz der durchziehenden Wagentrecks auf den Red River Trails und der Dampfschiffe auf dem Red River. Außerdem wurden im Fort Waren für die Trecks deponiert.

## Geschichte
In den ersten zwei Jahren war Fort Abercrombie wiederholt nach der Schneeschmelze von Überschwemmungen betroffen und musste deshalb 1860 auf einer höher gelegenen Stelle neu errichtet werden.
1861 brach der Amerikanische Bürgerkrieg aus. Ein Großteil der regulären Besatzung des Forts wurde abgezogen und teilweise durch Freiwilligeneinheiten ersetzt.

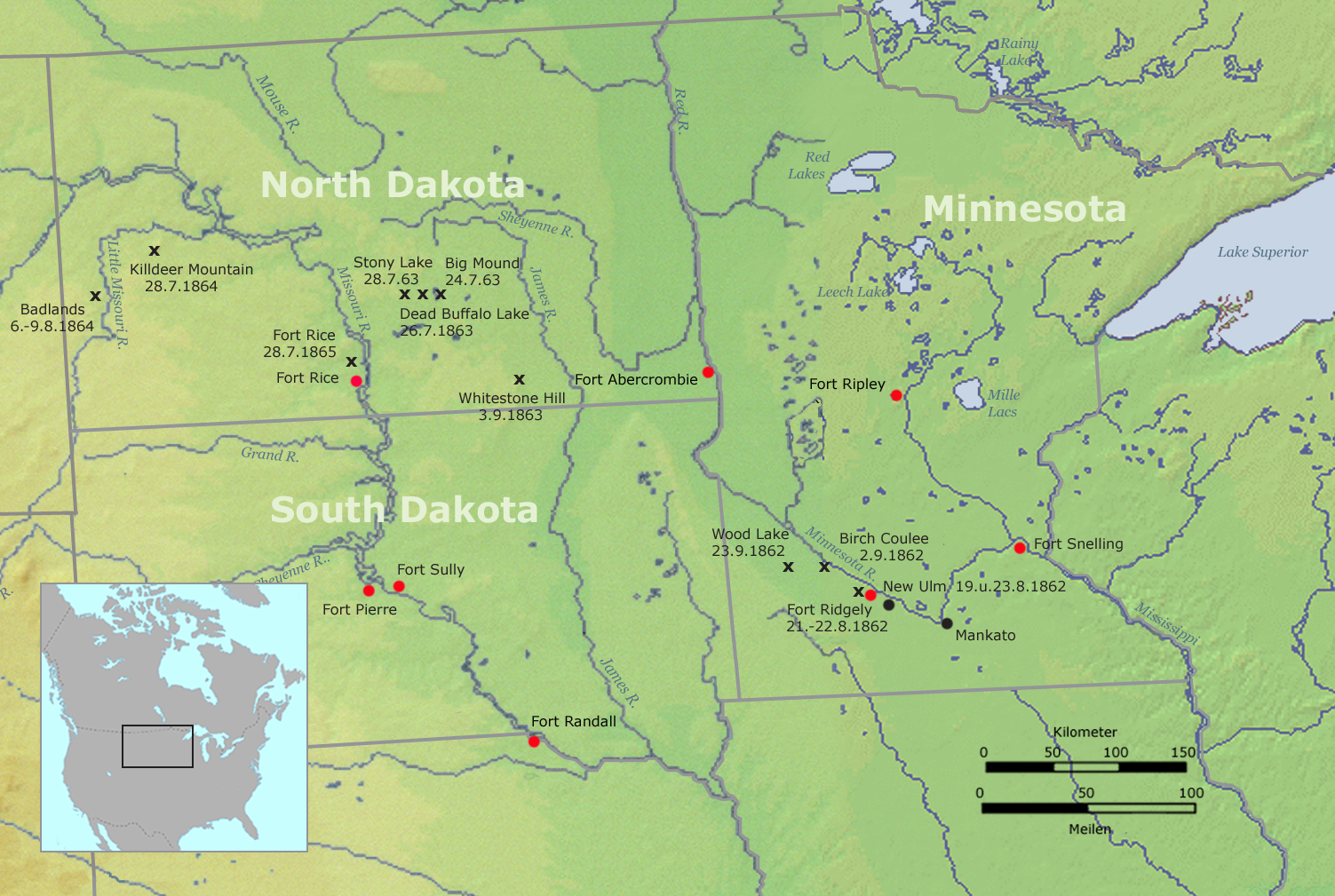
Kämpfe des Sioux-Aufstandes 1862, mit dem Fort Abercrombie im Zentrum

1862 erhoben sich die Dakota-Indianer und griffen Farmen und Forts der US-Amerikaner an. Die Dakota lebten seit 1851 in einem Indianerreservat in Minnesota und waren von Zahlungen der USA abhängig, da ihr Gebiet zur Selbstversorgung nicht ausreichte. Aufgrund der Korruption im Bureau of Indian Affairs, der für die Indianer zuständigen Behörde, blieben die Zahlungen oft aus. Nach einer schlechten Ernte spitzte sich 1862 die Situation für die Dakota massiv zu. Vom Aufstand war auch Fort Abercrombie betroffen. Es wurde während sechs Wochen durch Dakota-Krieger belagert. Letztlich konnten die US-Soldaten die Belagerung niederschlagen.
Als Folge der Belagerung wurde im Januar 1863 ein drei Meter hoher Palisadenzaun um das Fort errichtet.
Bis 1877 war die Gegend um das Fort befriedet, das Fort wurde nicht mehr gebraucht und wurde aufgegeben. Die Blockhäuser des Forts verrotteten. 1904 stand nur noch das Wachhaus. Es wurde zur State Historic Site erklärt, steht seither unter Denkmalschutz und kann von Reisenden besichtigt werden. 1939/40 wurden Teile des ehemaligen Forts wieder aufgebaut: zwei Wachtürme, die Kanonenbastion sowie ein Teil der Palisaden. Die übrigen Gebäude wurden wenigstens als Grundrisse abgesteckt. 2000–2002 musste das Fort renoviert werden. 
Einige hundert Meter vom Fort entfernt hat sich die Ortschaft Abercrombie entwickelt. An dessen Dorfrand befindet sich ein kleines Museum mit historischen Artefakten und einem Modell des Forts.